# Fontinalis rigens
Fontinalis rigens är en bladmossart som beskrevs av Ferdinand François Gabriel Renauld, Jules Cardot och W. H. Welch in Grout 1934. Fontinalis rigens ingår i släktet näckmossor, och familjen Fontinalaceae. Inga underarter finns listade i Catalogue of Life.